# Komisariat Straży Celnej „Lubliniec Południe”

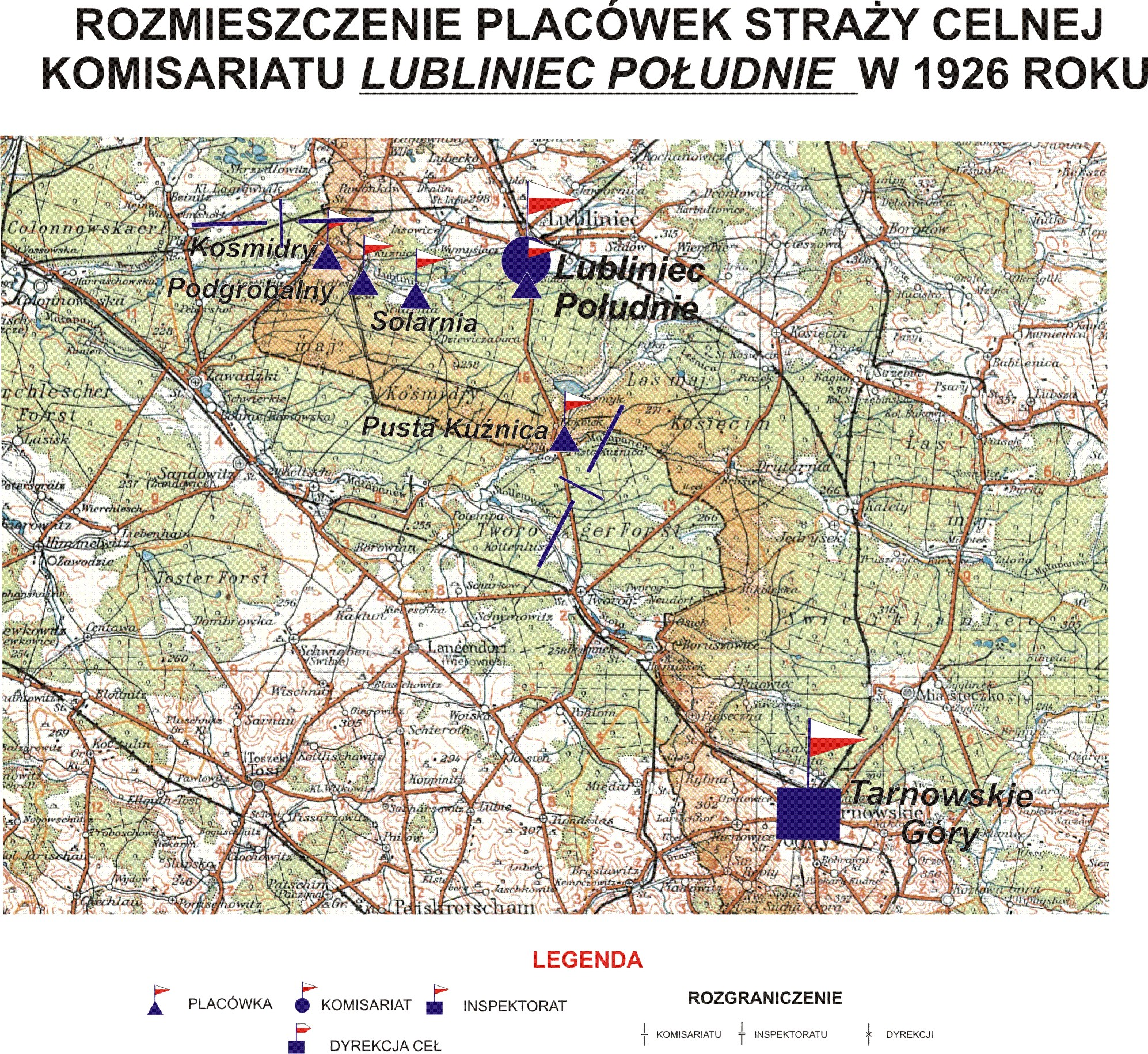
Rozmieszczenie placówek SC Komisariatu Lubliniec Południe

Komisariat Straży Celnej „Lubliniec Południe” – jednostka organizacyjna Straży Celnej pełniąca służbę ochronną na granicy polsko-niemieckiej w latach 1922–1928.

## Formowanie i zmiany organizacyjne
Na wniosek Ministerstwa Skarbu, uchwałą z 10 marca 1920 roku, powołano do życia Straż Celną. Od połowy 1921 roku jednostki Straży Celnej rozpoczęły przejmowanie odcinków granicy od pododdziałów Batalionów Celnych. Proces tworzenia Straży Celnej trwał do końca 1922 roku. Komisariat Straży Celnej „Lubliniec Południowy”, wraz ze swoimi placówkami granicznymi, wszedł w podporządkowanie Inspektoratu Straży Celnej „Tarnowskie Góry”.
W drugiej połowie 1927 roku przystąpiono do gruntownej reorganizacji Straży Celnej. W praktyce skutkowało to rozwiązaniem tej formacji granicznej. Rozporządzeniem Prezydenta Rzeczypospolitej Polskiej Ignacego Mościckiego z 22 marca 1928 roku w jej miejsce powoływano z dniem 2 kwietnia 1928 roku Straż Graniczną.
Rozkazem nr 4 z 30 kwietnia 1928 roku w sprawie organizacji Śląskiego Inspektoratu Okręgowego dowódca Straży Granicznej gen. bryg. Stefan Pasławski powołał komisariat Straży Granicznej „Lubliniec”, który przejął ochronę granicy od rozwiązywanego komisariatu Straży Celnej.

## Służba graniczna
Sąsiednie komisariaty
- komisariat Straży Celnej „Lubliniec”  ⇔ komisariat Straży Celnej „Kalety” − 1926

## Funkcjonariusze komisariatu
Obsada personalna w 1926:
- kierownik komisariatu – komisarz Alojzy Żywczyk
- pomocnik kierownika komisariatu – starszy przodownik Teofil Sikora (871)

## Struktura organizacyjna
Organizacja komisariatu w 1926 roku:
- komenda – Lubliniec
- placówka Straży Celnej „Pusta Kuźnica”
- placówka Straży Celnej „Podgroblane”
- placówka Straży Celnej „Solarnia”
- placówka Straży Celnej „Kośmidry”
- placówka Straży Celnej „Lublinice”